# Ровазенда
Ровазенда (итал. Rovasenda) — коммуна в Италии, располагается в регионе Пьемонт, в провинции Верчелли.
Население составляет 991 человек (2008 г.), плотность населения составляет 34 чел./км². Занимает площадь 29 км². Почтовый индекс — 13040. Телефонный код — 0161.
В коммуне 15 августа особо празднуется Успение Пресвятой Богородицы.

## Демография
Динамика населения:

## Администрация коммуны
- Официальный сайт: http://www.comune.rovasenda.vc.it/